# Huanuara
El pueblo de Huanuara es la sede del Distrito de Huanuara, en el sur de la Provincia de Candarave que está ubicada en el norte del Departamento de Tacna, que es el más meridional de los departamentos del Perú.

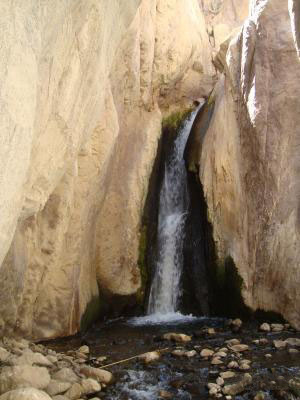
Catarata la Pondera localizada en el pueblo de Huanuara

## Historia
Los primitivos habitantes de Huanuara fueron de origen aimara provenientes de la meseta del collao mucho antes de la fundación del imperio de los incas. Los hechos lo demuestran en la minería, pastoreo, cementerios (chullpas), formas de acequías, etc.
Asimismo los hombres del lugar: Taipisina, Charaqui, Pucarani, Churisirca, Chauyani, etc.
Después de la colonización vinieron los Cáceres, Aldanas junto a los Quispes y Condoris.[cita requerida]
El senador de la República por Tacna, coronel José Urdanivia Ginéz, presentó la ley de creación del distrito de Huanuara en la fecha del 30 de diciembre de 1944.
Por la ley fue creado el distrito de Huanuara en la provincia de Tarata el 5 de enero de 1945, siendo presidente de la república don Manuel Prado.
El señor Mario Vega fue la persona que ha traído el donante de creación un 24 de marzo y al día siguiente se nombraron sus autoridades y por voto del pueblo se eligió como su primer alcalde al señor Narcizo Quispe Tonconi.
Al año siguiente el 25 de marzo de 1946 se celebra su primer aniversario, de aquí se ha hecho costumbre y tradición y hasta ahora por la voluntad del pueblo se celebra todos los 25 de marzo el aniversario de creación política de Huanuara.

## Clima
Es un lugar seco y montañoso, donde todo que crece está cultivado en patillas sobre los lados de las montañas.

## Productos
Se cultivan muchas variedades de papa como papa negra, ojo azul, tomasa, nicolasa, blanca y arenosa y también varios tipos de maíz como blanco, amarillo, chechele, wayawaya y rojo. También se cultivan haba, trigo y alfalfa. Se crían vacas bronsuizas y vacas galanas para venta, carne y leche, y de la leche se producen mantequilla y queso. También crían ovejas para venta y carne.

## Comida Étnica
Elaboran también bollos (un tipo de pan con queso), humitas (como tamales), sopaipillas, un caldo blanco picante que está cocinado de cabeza de cordero y un estofado a la olla. También cocinan rachi con guatia (papa cocinada en horno a leña), picande a la huanuareña, frangollo, mocco,

## Demográficos
Huanuara tiene unos 1800 habitantes.

## Religión
En el pueblo, hay una iglesia católica y una iglesia de los Adventistas del Séptimo Día. Un 70 por ciento de la población es católico, y casi todos los demás son adventistas.

## Transporte
Hay solo un viaje de bus (autobús) en el día que pasa de Tacna (la capital del departamento) por Huanuara de 6 a 7 de la noche, un viaje de unas 4 horas. Regresa hacia Tacna a de 10 p. m. a 10:30 p. m. Todos las personas extranjeras, todas las cosas ajenas y todo el correo pasan por ese bus.

## Comunicación
Muchos habitantes tienen acceso a una tele y una radio, sí tienen internet. La forma de comunicación bidireccional son dos teléfonos públicos que están ubicados en calles principales, también cuentan con señal para teléfonos móviles cuyo único proveedor es movistar.

## Forma de gobierno
El gobierno del pueblo es por alcalde, teniente gobernador y concejales.

## Fiestas Costumbristas

### Carnavales
En el mes de febrero, es una de las fiestas costumbristas de mayor participación de los pobladores, se festeja por el tiempo de una semana, en miércoles de ceniza, con las danzas de Tarkadas, orquestas y anatas, esta fiesta es de celebración de todos los distritos y centros poblados en general.

### Fiesta de las cruces
Esta celebración es en el mes de mayo dependiendo de cada alferado, en coordinación con todos los devotos que reciben para alberos, entraderos, etc.

### Festividad de la Virgen de las Nieves
Celebrada el 5 de agosto, con la celebración del alferado, los entraderos, los alberos.